# El fabulós Andersen
El fabulós Andersen (títol original en anglès: Hans Christian Andersen) és una pel·lícula estatunidenca dirigida per Charles Vidor, estrenada el 1953. Està doblada al català.

## Repartiment
- Danny Kaye: Hans Christian Andersen
- Farley Granger: Niels
- Zizi Jeanmaire (com Jeanmaire): Doro
- Joseph Walsh (com Joey Walsh): Peter
- Philip Tonge: Otto
- Erik Bruhn: L'hússar al Ice Skating Ballet
- Roland Petit: el príncep a The Little Mermaid Ballet
- John Brown: Schoolmaster
- John Qualen: Burgomaster
- Jeanne Lafayette: Celine
- Robert Malcolm: Doorman
- George Chandler: Gerta's Father
- Fred Kelsey: primer Gendarme
- Gil Perkins: Segon Gendarme
- Peter J. Votrian (com Peter Votrian): Lars

## Producció
El productor Samuel Goldwyn va concebre la idea de la pel·lícula el 1936 i va emprar nombrosos escriptors per treballar en els primers esborranys del guió al llarg dels anys. El 1941, segons els informes, va estar en converses amb els estudis Walt Disney per produir la pel·lícula, però l'acord va acabar.
La pel·lícula es va produir finalment a la primavera de 1952. Les autoritats daneses no van ser consultades sobre la pel·lícula i es van queixar de que la pel·lícula era un conte de fades en lloc de la història real de la vida d'Andersen i el Ministeri d'Afers Exteriors danès va considerar una protesta formal contra la pel·lícula.

## Estrena
La pel·lícula es va estrenar a la ciutat de Nova York el 25 de novembre de 1952, obrint-se al Paris Theatre i al Criterion Theatre, i es va estrenar generalment tant als Estats Units com al Regne Unit el 19 de desembre de 1952.
En els seus primers 6 dies d’estrena a dos cinemes, va recaptar 80.000 dòlars. Va ser una de les deu pel·lícules amb més ingressos de l'any als Estats Units i al Canadà, amb lloguers de 6 milions de dòlars.
La pel·lícula es va obrir a Copenhaguen el 6 de setembre de 1953 i va rebre una resposta crítica mixta, però en la seva primera setmana de llançament al Palads Teatret va tocar a ple rendiment guanyant 74.000 corones daneses. No va ser ben rebut a la ciutat natal d’Andense, Odense.

## Premis i distincions
Aquesta pel·lícula va ser nominada a sis premis de l'Acadèmia: Millor cinematografia en color, millor direcció d'art i decoració de decorats (color), millor vestuari (color), millor puntuació d'una pel·lícula musical (Walter Scharf), Millor cançó (Thumbelina) i millor enregistrament de so.